# 青山練兵場

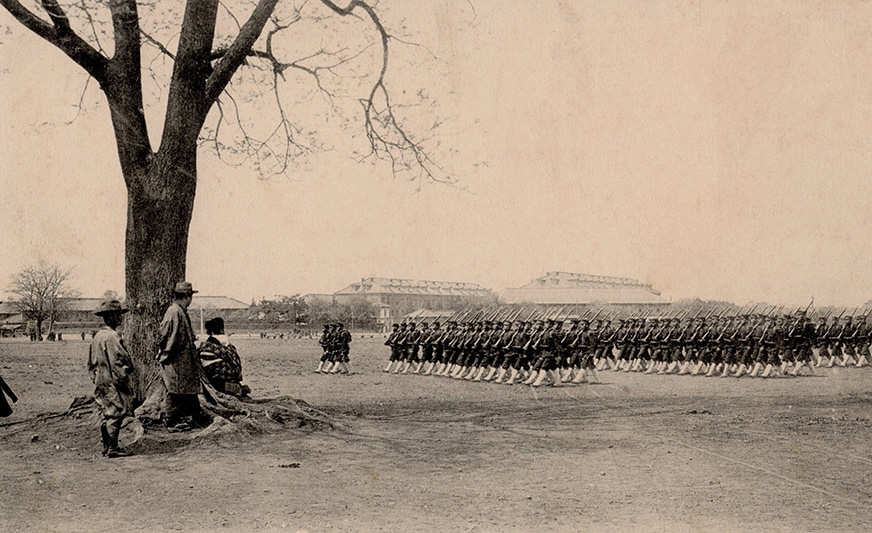
青山練兵場（明治後期）

青山練兵場は、かつて東京府東京市にあった軍用地。都心の広い土地だったため、たびたび大規模な催事が計画された。現在の東京都新宿区、港区にまたがる地域で明治神宮外苑、神宮球場、国立競技場等が立地している。

## 歴史

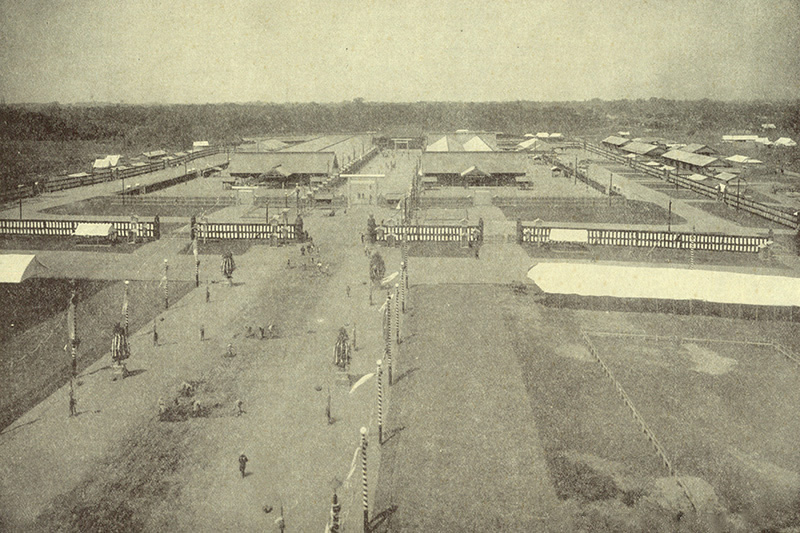
明治天皇の大喪儀会場（1912年）

1886年（明治19年）日比谷練兵場（現：日比谷公園）から移転。かつては青山氏の屋敷北側や、御鉄砲場があった。「青山」の地名は青山家から付けられている。陸軍大学校も隣接地に移転してきている。千駄ケ谷駅方面からの引き込み線があり、青山練兵場駅があった。観兵式が行われており、今も御観兵榎が残る。
日露戦争に勝利した記念として青山練兵場で大博覧会開催を計画、1906年に博覧会開催が可決されたが、賠償金が獲得できず頓挫。1907年には勅令も出ている。1909年開催予定で憲法発布二十年記念博覧会を計画したがこれも頓挫した。今度は1912年4月から10月の日程で代々木練兵場（現：代々木公園）とともに明治天皇即位五十年日本大博覧会の会場になる予定だった。1911年に5年延期し1917年開催となったものの明治天皇が崩御するなどで結局中止となった。吉武東里による「明治五十年大博覧会敷地内配置懸賞計画」が一等当選している。一部は着工しており、外苑として整備されることとなる。
1912年（大正元年）9月13日には明治天皇の大喪儀が行われている（葬場殿は聖徳記念絵画館となっている）。
1916年（大正5年）4月には、興行師・櫛引弓人の招きで来日したアメリカの飛行家アート・スミスによる飛行大会の会場となった。数々の曲芸飛行は3日間の期間中、各日12万人以上の観客を集めるほど大好評を博し、同年6月にも再度開かれた。
1918年（大正7年）、明治天皇を讃える神宮外苑の建設計画が策定され、訓練機能を代々木練兵場に移転した。工事は関東大震災により一時中断したが、当初計画から野球場、相撲場、競泳プールを追加して1926年に完成した。明治神宮外苑競技場は1924年に竣工している。
1936年には開催権を得た1940年東京オリンピックのメインスタジアム建設候補地となった。最終的に駒沢地区（現在の駒沢オリンピック公園）に建設することになったが、日中戦争勃発により政府は1938年に開催権を返上。戦中には外苑競技場で学徒出陣壮行会式典が行われている。
外苑競技場の取り壊し後、1958年に国立霞ヶ丘競技場が開場。
2020年東京オリンピック開催決定により国立競技場の建て替えが決定し、オリンピックスタジアムとして新たな国立競技場が建設され、2019年11月に竣工した。
現在、北側は新宿区霞ヶ丘町、南側は港区北青山となっている。周辺の境界が入り組んでいるのは、練兵場時代からだった。南側の北青山にかつて甲賀町があったためで、昭和期には赤坂青山北町、赤坂青山三筋町、赤坂青山六軒町となっていた。

## 現在ある主な施設
- 国立競技場
- 神宮球場

※近衛歩兵第四聯隊兵営跡地
- 東京都立青山高等学校
- 國學院高等学校
- 日本青年会館